# Алемановы
Алемановы — казачий и дворянский род станиц Никитинской и Пречистенской Первого (Оренбургского) военного отдела Оренбургского казачьего войска.

## Известные представители

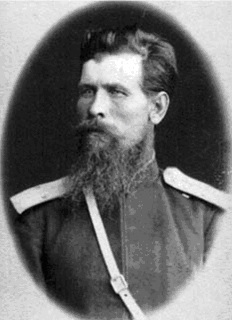
Алеманов, Иван Илларионович (1886 год)

- Алеманов, Иван Илларионович — из ст. Пречистенской 1-го ВО ОКВ. Окончил Оренбургское казачье училище по 2 разряду (1882). На службе с 1870. Хорунжий (с 01.02.1883). Сотник (с 10.11.1887). Подъесаул (с 01.07.1895). Есаул. (с 01.07.1903). Служба: участник Джамского похода 1878 года. В 1-м ОКП (1886). В 6-м ОКП (1890—1893 гг.). Атаман ст. Пречистенской (1894—1896 гг.) В 4 ОКП (1901).
- Алеманов, Михаил Илларионович (1856—1918)— полковник, участник Русско-турецкой войны 1877—1878, Русско-японской войны, Первой мировой войны и Гражданской войны в России. Командир крупного повстанческого отряда во время восстания на территории Оренбургского казачьего войска.
- Алеманов, Александр Михайлович (?-09.08.1916) — хорунжий на 1908, сотник на 1914—1916 гг. В 4-м ОКП (на 01.01.1908). Командир 13-й особой ОКС (с 17.11.1914). Застрелился. Награды: Св. Вл. 4-й ст. м. и б. (1915).
- Алеманов, Петр Михайлович (18.12.1887-?) — из казаков ст. Никитинской 1-го ВО ОКВ. Окончил ОНКК и НКУ по 1 разряду. На службе с 01.07.1905. Есаул (по представлению командования Уральского АК, за выслугу лет — УВП № 251. 30.09-04.10.1918 со ст. с 01.04.1916). Атаман ст. Пречистенской (с 13.02.1913). В 9 ОКП (с 17.07.1914), ком. 3 сотни. Ранен 29.05.1916 в голень правой ноги. Вернулся в полк. В 9 ОКП (на 04.10.1918). Награды: Св. Анны 4-й ст. с надп. «За храбрость», Св. Анны 3-й ст. м. и б., Св. Стан. 2-й ст. м., Св. Анны 2-й ст. м., м. и б. к Св. Стан. 3-й ст. (полученному 06.05.1913).